# Aleksandra Nikolaevna Malinovskaja
Aleksandra Nikolaevna Malinovskaja, in russo Александра Николаевна Малиновская? (San Pietroburgo, 1849 – San Pietroburgo, 1891), è stata una rivoluzionaria e una pittrice russa.

## Biografia
Figlia di un ufficiale dell'esercito, diplomata in pittura, nei primi anni Settanta visse a Nižnij Novgorod, entrando nel circolo dei fratelli Timofej e Aleksandr Kvjatkovskij, dove si leggevano e distribuivano libri proibiti dal regime. Successivamente, nel 1874, fu in contatto a Saratov con il gruppo di Vojnaral'skij, Kovalik e Rogačev, che stampavano letteratura illegale nella tipografia clandestina installata nel negozio di scarpe di Iogann Pel'konen.
Nel giugno del 1874, la scoperta della tipografia e della corrispondenza compromettente lì trovata portò al suo arresto ma, in mancanza di prove decisive, fu rilasciata. Nel 1877 fece parte, a Pietroburgo, della Società degli amici (Obščestvo druzej) di Natanson e Chazov. Senza aderire a Zemlja i Volja, Aleksandra Malinovskaja mantenne fra i membri dell'organizzazione stretti legami, occupandosi della fabbricazione di falsi passaporti e offrendo ospitalità nella sua casa di Pietroburgo.
Fu così che il 24 ottobre 1878 la polizia vi fece irruzione mentre si trovava con Marija Kolenkina, che resistette con le armi il tempo necessario per permettere ad Aleksandra di gettare nel fuoco documenti compromettenti. Tradotta nella fortezza Pietro e Paolo, vi era ancora rinchiusa il 17 febbraio 1880, quando partecipò a una rivolta di detenuti e fu allora trasferita nella Casa di detenzione preventiva. Nel processo, concluso il 26 maggio, fu riconosciuta colpevole di appartenenza a un'organizzazione sovversiva e condannata alla deportazione in Siberia.
In luglio era ancora nella Casa di detenzione quando vi tentò quattro volte il suicidio. Il 13 agosto fu portata nell'infermeria del castello Litovskij, il carcere di Pietroburgo riservato ai detenuti politici, e di qui, il 19 settembre, nell'ospedale psichiatrico di Kazan'. Riconosciuta inferma di mente, il 14 agosto 1886 ottenne, su richiesta della sorella, di essere liberata su cauzione. Rinchiusa nell'ospedale psichiatrico di Pietroburgo, vi morì nel novembre del 1891.